# Vladimir Cepeljov
Vladimír Čepeljev (* 10. října 1956) je bývalý sovětský atlet, halový mistr Evropy ve skoku do dálky.
V roce 1978 získal dvě bronzové medaile na evropském šampionátu - nejdříve v hale, potom také pod širým nebem. V následující sezóně se stal halovým mistrem Evropy ve skoku do dálky.